# Scatsta Airport

i7
i11
i13

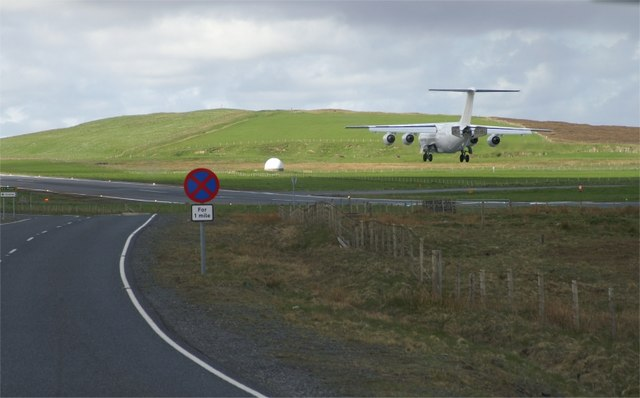
BAe 146 kurz vor der Landung

Der Scatsta Airport (IATA-Code: SCS, ICAO-Code: EGPM) war ein Flugplatz auf dem Mainland der Shetlandinseln. Betreiber des Flugplatzes bis 2020 war Serco im Auftrag von IAC.

## Geschichte
Der Flugplatz wurde während des Zweiten Weltkrieges als Stützpunkt für britische Jagdflugzeuge errichtet, um deutsche Angriffe von Norwegen her besser abwehren zu können. Hierfür wurden zwei sich kreuzende Landebahnen (13/31 und 07/25) errichtet. Nach dem Ende des Krieges wurde der Flugplatz aufgegeben. Im Jahre 1968 errichtete die US Coast Guard eine LORAN-C-Sendestation am nördlichen Ende der Bahn 13/31. Das Interesse an dem Flugplatz erwachte abermals in den 1970er Jahren mit der Erschließung der Ölfelder, z. B. des Brent-Ölfeldes 1975, in der nördlichen Nordsee. Das dort geförderte Öl wird über Pipelines an Land gepumpt und im nahe gelegenen Sullom Voe Oil Terminal in Tanker verladen. Um einerseits die Bohrinseln mit Hubschraubern versorgen zu können und andererseits Personal vom britischen Festland zu dem Ölterminal bzw. den Bohrinseln transportieren zu können, wurde 1977 die Wiedereröffnung des Flugplatzes beschlossen. Über der alten Piste 07/25 wurde die neue Asphaltlandebahn 06/24 errichtet. 1978 ging der Flugplatz wieder in Betrieb. In den folgenden Jahren wurde der Flugplatz mehrfach modernisiert und weitere Gebäude und Hangars auf der ehemaligen Bahn 13/31 errichtet.
Am 4. März 2020 wurde der Vertrag zur Versorgung der Bohrinseln an Babcock MCS vergeben, das den Flughafen Sumburgh im Süden der Shetlandinseln nutzt. Nach dem Verlust dieses Vertrags kündigte der Flugplatz seine Schließung im Sommer 2020 mit einem Verlust von 65 Arbeitsplätzen an. Der Shetland Island Council suchte nun nach alternativen Nutzungsmöglichkeiten für die Flugplatzinfrastruktur. Der Flugplatz wurde am 30. Juni 2020 für den gesamten Flugbetrieb geschlossen.

## Nutzung
Der Scatsta Airport wurde bis 2020 hauptsächlich von Hubschraubern (z. B. Eurocopter EC 225) und Flugzeugen (z. B. BAe 146) der Öl- und Gasindustrie genutzt, die dort Personal und Güter für die Versorgung der Bohrinseln und der zugehörigen Infrastruktur umschlugen.